# Dominique Joseph Mathieu
Dominique Joseph Mathieu, O.F.M. Conv. (Arlon, 13 de junho de 1963) é um frei conventual e cardeal belga da Igreja Católica com atuação no Irã, é o atual arcebispo de Teerã-Isfahan.

## Biografia
Dominique Joseph Mathieu nasceu em Arlon em 13 de junho de 1963.

### Educação sacerdotal e ministério
Após os estudos secundários, ingressou na Ordem dos Frades Menores Conventuais. Em 23 de setembro de 1984 emitiu a profissão simples e a profissão solene em 20 de setembro de 1987.
Em 24 de setembro de 1989 foi ordenado sacerdote em Damme. Mais tarde foi promotor vocacional; secretário, vigário e ministro provincial da província belga da sua ordem, tornando-se delegado geral após a unificação com a província da França; reitor do santuário nacional de Santo Antônio de Pádua em Bruxelas e diretor da irmandade afim e presidente de duas diferentes associações sem fins lucrativos ligadas à presença dos frades menores conventuais na Bélgica, com funções de responsabilidade na escola católica de Landen. Foi também presidente da Federação Centro-Europeia dos Frades Menores Conventuais e membro da comissão internacional para a economia da sua Ordem.
Em 2013 mudou-se para o Líbano e foi incardinado na Custódia Provincial do Oriente e Terra Santa. Foi secretário de custódia, formador, mestre de noviços e reitor de postulantes e candidatos.
Em 2019 foi eleito definidor geral e assistente geral da Federação Centro-Europeia dos Frades Menores Conventuais.
Ele fala francês, inglês, italiano, holandês e alemão e estudou árabe literário em Bruxelas e no Líbano.

### Ministério episcopal
Em 8 de janeiro de 2021, o Papa Francisco nomeou-o arcebispo de Teerã-Isfahan. Recebeu a ordenação episcopal no dia 16 de fevereiro seguinte, festa litúrgica de Santa Maruta, padroeira do Irã, na Basílica dos Santos Doze Apóstolos, em Roma, do cardeal Leonardo Sandri, prefeito da Congregação para as Igrejas Orientais, coadjuvado pelo cardeal Mauro Gambetti, O.F.M. Conv. e o arcebispo emérito de Ispahan, Ignazio Bedini.
Em novembro do mesmo ano chegou ao Irã.
Durante o Angelus de 6 de outubro de 2024, Papa Francisco anunciou que o criaria cardeal no Consistório de 7 de dezembro de 2024. Recebeu o barrete vermelho, o anel cardinalício e o título de cardeal-presbítero de Santa Joana Antida Thouret.

#### Conclaves
- Conclave de 2025 - participou da eleição de Robert Francis Prevost, O.S.A. como Papa Leão XIV.